# 3e étape du Tour de France Femmes 2024
Pour un article plus général, voir Tour de France Femmes 2024.
La 3e étape du Tour de France Femmes 2024 se déroule le mardi 13 août 2024 sous la forme d'un contre-la-montre individuel, à Rotterdam aux Pays-Bas, sur une distance de 6,3 kilomètres. Elle se déroule le même jour que la 2e étape.

## Déroulement de la course
Chloé Dygert détient longtemps le meilleur temps. Grace Brown est victime d'une crevaison. Demi Vollering remporte l'étape et s'empare du maillot jaune.

## Résultats

### Classement de l'étape
| Classement de la 3e étape | Classement de la 3e étape | Classement de la 3e étape | Classement de la 3e étape | Classement de la 3e étape |
|                           | Coureur                   | Pays                      | Équipe                    | Temps                     |
| ------------------------- | ------------------------- | ------------------------- | ------------------------- | ------------------------- |
| 1er                       | Demi Vollering            | Pays-Bas                  | SD Worx-Protime           | en 7 min 25 s             |
| 2e                        | Chloé Dygert              | États-Unis                | Canyon-SRAM Racing        | + 5 s                     |
| 3e                        | Loes Adegeest             | Pays-Bas                  | FDJ-Suez                  | + 5 s                     |
| 4e                        | Cédrine Kerbaol           | France                    | Ceratizit-WNT Pro Cycling | + 5 s                     |
| 5e                        | Kristen Faulkner          | États-Unis                | EF-Oatly-Cannondale       | + 6 s                     |
| 6e                        | Ellen van Dijk            | Pays-Bas                  | Lidl-Trek                 | + 6 s                     |
| 7e                        | Lorena Wiebes             | Pays-Bas                  | SD Worx-Protime           | + 9 s                     |
| 8e                        | Mischa Bredewold          | Pays-Bas                  | SD Worx-Protime           | + 9 s                     |
| 9e                        | Emma Norsgaard Bjerg      | Danemark                  | Movistar Team             | + 10 s                    |
| 10e                       | Anna Henderson            | Royaume-Uni               | Team Visma-Lease a Bike   | + 11 s                    |
| modifier                  |                           |                           |                           |                           |

### Classement au point intermédiaire
| Classement intermédiaire Wilhelminakade (km 3,9) | Classement intermédiaire Wilhelminakade (km 3,9) | Classement intermédiaire Wilhelminakade (km 3,9) | Classement intermédiaire Wilhelminakade (km 3,9) | Classement intermédiaire Wilhelminakade (km 3,9) |
|                                                  | Coureur                                          | Pays                                             | Équipe                                           | Temps                                            |
| ------------------------------------------------ | ------------------------------------------------ | ------------------------------------------------ | ------------------------------------------------ | ------------------------------------------------ |
| 1er                                              | Chloé Dygert                                     | États-Unis                                       | Canyon-SRAM Racing                               | en 4 min 32 s                                    |
| 2e                                               | Demi Vollering                                   | Pays-Bas                                         | SD Worx-Protime                                  | + 0 s                                            |
| 3e                                               | Kristen Faulkner                                 | États-Unis                                       | EF-Oatly-Cannondale                              | + 1 s                                            |
| 4e                                               | Ellen van Dijk                                   | Pays-Bas                                         | Lidl-Trek                                        | + 2 s                                            |
| 5e                                               | Cédrine Kerbaol                                  | France                                           | Ceratizit-WNT Pro Cycling                        | + 2 s                                            |
| 6e                                               | Loes Adegeest                                    | Pays-Bas                                         | FDJ-Suez                                         | + 3 s                                            |
| 7e                                               | Lorena Wiebes                                    | Pays-Bas                                         | SD Worx-Protime                                  | + 6 s                                            |
| 8e                                               | Riejanne Markus                                  | Pays-Bas                                         | Team Visma-Lease a Bike                          | + 6 s                                            |
| 9e                                               | Anna Henderson                                   | Royaume-Uni                                      | Team Visma-Lease a Bike                          | + 6 s                                            |
| 10e                                              | Karlijn Swinkels                                 | Pays-Bas                                         | UAE Team ADQ                                     | + 7 s                                            |
| modifier                                         |                                                  |                                                  |                                                  |                                                  |

### Points attribués
| \| Arrivée d'étape Rotterdam (km 6,3) \| Arrivée d'étape Rotterdam (km 6,3) \| Arrivée d'étape Rotterdam (km 6,3) \| Arrivée d'étape Rotterdam (km 6,3) \| Arrivée d'étape Rotterdam (km 6,3) \| \| ---------------------------------- \| ---------------------------------- \| ---------------------------------- \| ---------------------------------- \| ---------------------------------- \| \| \| Coureur \| Pays \| Équipe \| Point(s) \| \| 1er \| Demi Vollering \| Pays-Bas \| SD Worx-Protime \| 20 \| \| 2e \| Chloé Dygert \| États-Unis \| Canyon-SRAM Racing \| 17 \| \| 3e \| Loes Adegeest \| Pays-Bas \| FDJ-Suez \| 15 \| \| 4e \| Cédrine Kerbaol \| France \| Ceratizit-WNT Pro Cycling \| 13 \| \| 5e \| Kristen Faulkner \| États-Unis \| EF-Oatly-Cannondale \| 11 \| \| 6e \| Ellen van Dijk \| Pays-Bas \| Lidl-Trek \| 10 \| \| 7e \| Lorena Wiebes \| Pays-Bas \| SD Worx-Protime \| 9 \| \| 8e \| Mischa Bredewold \| Pays-Bas \| SD Worx-Protime \| 8 \| \| 9e \| Emma Norsgaard Bjerg \| Danemark \| Movistar Team \| 7 \| \| 10e \| Anna Henderson \| Royaume-Uni \| Team Visma-Lease a Bike \| 6 \| \| 11e \| Riejanne Markus \| Pays-Bas \| Team Visma-Lease a Bike \| 5 \| \| 12e \| Karlijn Swinkels \| Pays-Bas \| UAE Team ADQ \| 4 \| \| 13e \| Lucinda Brand \| Pays-Bas \| Lidl-Trek \| 3 \| \| 14e \| Juliette Labous \| France \| Team dsm-firmenich PostNL \| 2 \| \| 15e \| Franziska Koch \| Allemagne \| Team dsm-firmenich PostNL \| 1 \| \| modifier \| \| \| \| \| |                      |             |                           |          |
| Arrivée d'étape Rotterdam (km 6,3) |                      |             |                           |          |
| | Coureur              | Pays        | Équipe                    | Point(s) |
| 1er | Demi Vollering       | Pays-Bas    | SD Worx-Protime           | 20       |
| 2e | Chloé Dygert         | États-Unis  | Canyon-SRAM Racing        | 17       |
| 3e | Loes Adegeest        | Pays-Bas    | FDJ-Suez                  | 15       |
| 4e | Cédrine Kerbaol      | France      | Ceratizit-WNT Pro Cycling | 13       |
| 5e | Kristen Faulkner     | États-Unis  | EF-Oatly-Cannondale       | 11       |
| 6e | Ellen van Dijk       | Pays-Bas    | Lidl-Trek                 | 10       |
| 7e | Lorena Wiebes        | Pays-Bas    | SD Worx-Protime           | 9        |
| 8e | Mischa Bredewold     | Pays-Bas    | SD Worx-Protime           | 8        |
| 9e | Emma Norsgaard Bjerg | Danemark    | Movistar Team             | 7        |
| 10e | Anna Henderson       | Royaume-Uni | Team Visma-Lease a Bike   | 6        |
| 11e | Riejanne Markus      | Pays-Bas    | Team Visma-Lease a Bike   | 5        |
| 12e | Karlijn Swinkels     | Pays-Bas    | UAE Team ADQ              | 4        |
| 13e | Lucinda Brand        | Pays-Bas    | Lidl-Trek                 | 3        |
| 14e | Juliette Labous      | France      | Team dsm-firmenich PostNL | 2        |
| 15e | Franziska Koch       | Allemagne   | Team dsm-firmenich PostNL | 1        |
| modifier |                      |             |                           |          |

## Classements à l'issue de l'étape

### Classement général
| Classement général | Classement général   | Classement général | Classement général        | Classement général |
|                    | Coureur              | Pays               | Équipe                    | Temps              |
| ------------------ | -------------------- | ------------------ | ------------------------- | ------------------ |
| 1er                | Demi Vollering       | Pays-Bas           | SD Worx-Protime           | en 4 h 27 min 54 s |
| 2e                 | Lorena Wiebes        | Pays-Bas           | SD Worx-Protime           | + 3 s              |
| 3e                 | Chloé Dygert         | États-Unis         | Canyon-SRAM Racing        | + 5 s              |
| 4e                 | Loes Adegeest        | Pays-Bas           | FDJ-Suez                  | + 5 s              |
| 5e                 | Charlotte Kool       | Pays-Bas           | Team dsm-firmenich PostNL | + 5 s              |
| 6e                 | Cédrine Kerbaol      | France             | Ceratizit-WNT Pro Cycling | + 5 s              |
| 7e                 | Kristen Faulkner     | États-Unis         | EF-Oatly-Cannondale       | + 6 s              |
| 8e                 | Ellen van Dijk       | Pays-Bas           | Lidl-Trek                 | + 6 s              |
| 9e                 | Mischa Bredewold     | Pays-Bas           | SD Worx-Protime           | + 9 s              |
| 10e                | Emma Norsgaard Bjerg | Danemark           | Movistar Team             | + 10 s             |
| modifier           |                      |                    |                           |                    |

| Classement par points | Classement par points | Classement par points | Classement par points     | Classement par points |
| --------------------- | --------------------- | --------------------- | ------------------------- | --------------------- |
|                       | Coureur               | Pays                  | Équipe                    | Point(s)              |
| 1er                   | Charlotte Kool        | Pays-Bas              | Team dsm-firmenich PostNL | 100 points            |
| 2e                    | Marianne Vos          | Pays-Bas              | Team Visma-Lease a Bike   | 61 pts                |
| 3e                    | Lorena Wiebes         | Pays-Bas              | SD Worx-Protime           | 39 pts                |
| 4e                    | Elisa Balsamo         | Italie                | Lidl-Trek                 | 36 pts                |
| 5e                    | Lotta Henttala        | Finlande              | EF-Oatly-Cannondale       | 36 pts                |
| 6e                    | Anniina Ahtosalo      | Finlande              | Uno-X Mobility            | 33 pts                |
| 7e                    | Mylène de Zoete       | Pays-Bas              | Ceratizit-WNT Pro Cycling | 24 pts                |
| 8e                    | Anna Henderson        | Royaume-Uni           | Team Visma-Lease a Bike   | 21 pts                |
| 9e                    | Demi Vollering        | Pays-Bas              | SD Worx-Protime           | 20 pts                |
| 10e                   | Ruby Roseman-Gannon   | Australie             | Liv-AlUla-Jayco           | 20 pts                |
| modifier              |                       |                       |                           |                       |

| Classement de la meilleure grimpeuse | Classement de la meilleure grimpeuse | Classement de la meilleure grimpeuse | Classement de la meilleure grimpeuse | Classement de la meilleure grimpeuse |
| ------------------------------------ | ------------------------------------ | ------------------------------------ | ------------------------------------ | ------------------------------------ |
|                                      | Coureur                              | Pays                                 | Équipe                               | Point(s)                             |
| 1er                                  | Cristina Tonetti                     | Italie                               | Laboral Kutxa-Fundación Euskadi      | 2 points                             |
| 2e                                   | Ruby Roseman-Gannon                  | Australie                            | Liv AlUla Jayco                      | 1 pt                                 |
| modifier                             |                                      |                                      |                                      |                                      |

| Classement général de la meilleure jeune | Classement général de la meilleure jeune | Classement général de la meilleure jeune | Classement général de la meilleure jeune | Classement général de la meilleure jeune |
|                                          | Coureur                                  | Pays                                     | Équipe                                   | Temps                                    |
| ---------------------------------------- | ---------------------------------------- | ---------------------------------------- | ---------------------------------------- | ---------------------------------------- |
| 1er                                      | Anniina Ahtosalo                         | Finlande                                 | Uno-X Mobility                           | en 4 h 28 min 15 s                       |
| 2e                                       | Puck Pieterse                            | Pays-Bas                                 | Fenix-Deceuninck                         | + 1 s                                    |
| 3e                                       | Shirin van Anrooij                       | Pays-Bas                                 | Lidl-Trek                                | + 5 s                                    |
| 4e                                       | Fem van Empel                            | Pays-Bas                                 | Team Visma-Lease a Bike                  | + 8 s                                    |
| 5e                                       | Ilse Pluimers                            | Pays-Bas                                 | AG Insurance-Soudal                      | + 11 s                                   |
| 6e                                       | Linda Riedmann                           | Allemagne                                | Team Visma-Lease a Bike                  | + 14 s                                   |
| 7e                                       | Francesca Barale                         | Italie                                   | Team dsm-firmenich PostNL                | + 20 s                                   |
| 8e                                       | Cristina Tonetti                         | Italie                                   | Laboral Kutxa-Fundación Euskadi          | + 20 s                                   |
| 9e                                       | Neve Bradbury                            | Australie                                | Canyon-SRAM Racing                       | + 30 s                                   |
| 10e                                      | Marion Bunel                             | France                                   | St Michel-Mavic-Auber93                  | + 39 s                                   |
| modifier                                 |                                          |                                          |                                          |                                          |

| Classement par équipes | Classement par équipes    | Classement par équipes | Classement par équipes |
|                        | Équipe                    | Pays                   | Temps                  |
| ---------------------- | ------------------------- | ---------------------- | ---------------------- |
| 1re                    | SD Worx-Protime           | Pays-Bas               | en 13 h 24 min 0 s     |
| 2e                     | Team Visma-Lease a Bike   | Pays-Bas               | + 23 s                 |
| 3e                     | Lidl-Trek                 | États-Unis             | + 26 s                 |
| 4e                     | Team dsm-firmenich PostNL | Pays-Bas               | + 28 s                 |
| 5e                     | FDJ-Suez                  | France                 | + 38 s                 |
| 6e                     | Movistar Team             | Espagne                | + 42 s                 |
| 7e                     | Ceratizit-WNT Pro Cycling | Allemagne              | + 46 s                 |
| 8e                     | Human Powered Health      | États-Unis             | + 47 s                 |
| 9e                     | Canyon-SRAM Racing        | Allemagne              | + 48 s                 |
| 10e                    | UAE Team ADQ              | Italie                 | + 50 s                 |
| modifier               |                           |                        |                        |

## Abandons
Un coureuse a abandonné au cours de l'étape : 
- Dilyxine Miermont (St Michel-Mavic-Auber93) : non-partante